# Museu Goeldi
Het Museu Goeldi (voluit: Museu Paraense Emílio Goeldi) is een onderzoeksinstelling in de Braziliaanse stad Belém, wier activiteiten gericht zijn op de wetenschappelijke studie van de natuurlijke en socio-culturele systemen van het Amazonegebied, evenals de verspreiding van kennis en de beheer van collecties met betrekking tot de regio.

## Geschiedenis
Het museum werd gesticht in 1866 door de Braziliaanse natuurwetenschapper Domingos Soares Ferreira Penna onder de naam Associação Philomática.
Na de Proclamatie van de Republiek Brazilië werd de Zwitserse natuurwetenschapper Emil Goeldi ontslagen van het Nationaal Museum.
In 1893, recruteerde de governeur van Pará hem. Eén jaar later, werd Goeldi benoemd tot directeur van het museum, met als taak om er een belangrijk onderzoekscentrum in het Amazonegebied van te maken. De structuur werd aangepast om te voldoen aan de traditionele normen van natuurhistorische musea en er werd een team van wetenschappers en technici aangenomen. 
Tijdens zijn directieperiode ontwikkelde het museum etnologische, geologische, klimatologische, natuurkunde, landbouw en archeologische collecties. De educatieve functie van het museum werd uitgebreid met een Zoo Botanical Park alsmede met publicaties, conferenties en tentoonstellingen. 
In 1907, na dertien jaar, verliet Goeldi het museum wegens ziekte en keerde terug naar Zwitserland, waar hij in 1917 kwam te overlijden. Zijn landgenoot, de botanicus Jacques Huber, werd aangesteld als zijn vervanger. 
Aan het begin van het volgende decennium werd het Museu Goeldi ondergeschikt gemaakt aan het Braziliaanse Ministerie van Wetenschap en Technologie.